# Дерибас, Андрей Андреевич
Андрей Андреевич Дерибас (13 июня 1931 года, Москва — 25 февраля 2021, там же) — советский и российский учёный в области механики и физики взрыва. Доктор физико-математических наук. Лауреат Ленинской премии (1962).

## Биография
Родился в семье железнодорожного служащего Андрея Терентьевича Дерибаса. Окончил, с золотой медалью, 273-ю среднюю школу в Москве.
В 1953 году окончил механико-математический факультет МГУ, учился в аспирантуре там же (1953—1956). Кандидат физико-математических наук (1956), ученик В. М. Панфёрова.
Начал сотрудничать с М. А. Лаврентьевым. Преподавал в Московском физико-техническом институте (1956), ассистент кафедры физики быстропротекающих процессов.
Один из первых сотрудников Новосибирского академгородка (с 1957 года), работал в Институте гидродинамики имени М. А. Лаврентьева,
с 1974 года — заведующий лабораторией взрывных процессов в конденсированных средах.
Доктор физико-математических наук (1969).
С 1976 по 1992 год — начальник Конструкторско-технологического филиала института гидродинамики имени М. А. Лаврентьева. С 1992 года — снова в Институте гидродинамики.
Член Российского национального комитета по теоретической и прикладной механике с 1972 года.

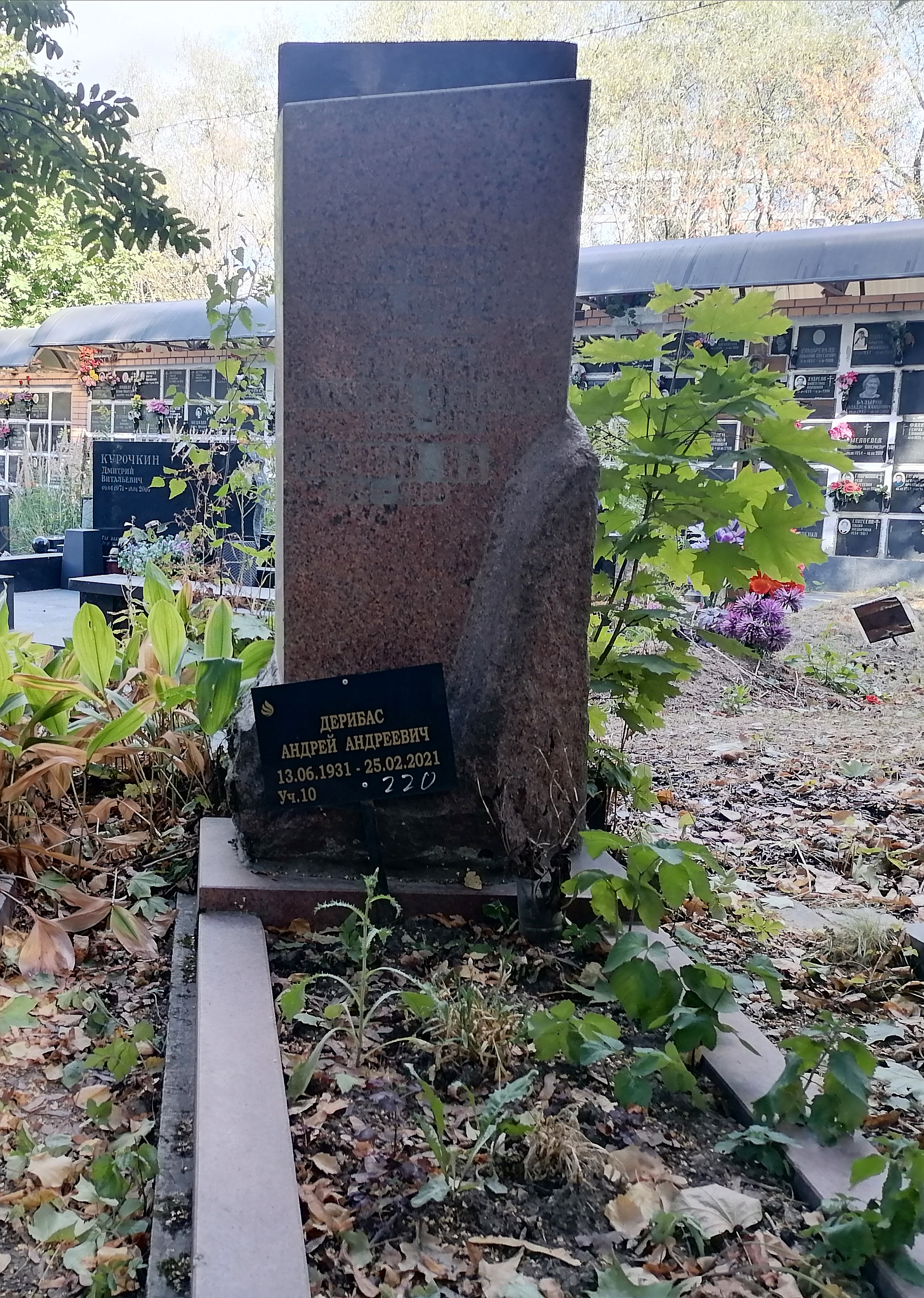

Похоронен на Кунцевском кладбище (10 уч.)

## Научные интересы
Фундаментальные результаты в области физики быстропротекающих процессов. Вёл исследования влияния ударных (взрывных) волн на металлы с целью существенного изменения их механических и физических свойств. Разработал схемы и технологические процессы упрочнения металлов взрывом, а также метание и соударение металлических пластин для сварки (сварка взрывом).

## Мемуары
Дерибас А. А. М. А. Лаврентьев в моей жизни // Век Лаврентьева. 2000. Новосибирск. С. 265-266.

## Награды и премии
- Ленинская премия (1962, с М. М. Лаврентьевым, В. М. Кузнецовым, Г. С. Мигиренко, Ю. Л. Якимовым) за коллективную монографию по шнуровым зарядам
- Орден Трудового Красного Знамени (1967)
- Премия имени А. Н. Крылова (совместно с С. К. Годуновым, Н. С. Козиным, за 1972 год) — за цикл работ по использованию процессов, сопутствующих сварке взрывом, для изучения поведения металлов при быстропротекающих деформациях
- серебряная медаль ВДНХ за исследования по сварке взрывом и внедрение этого метода в производство (1974)
- Орден Дружбы народов (1981)
- Первая премия по итогам конкурса прикладных научных работ СО АН 1985 года за работу «Упрочнение взрывом поверхности сердечников железнодорожных стрелочных крестовин» (с Т. М. Соболенко, А. Ф. Демчуком)